# Tobrouk (militar)

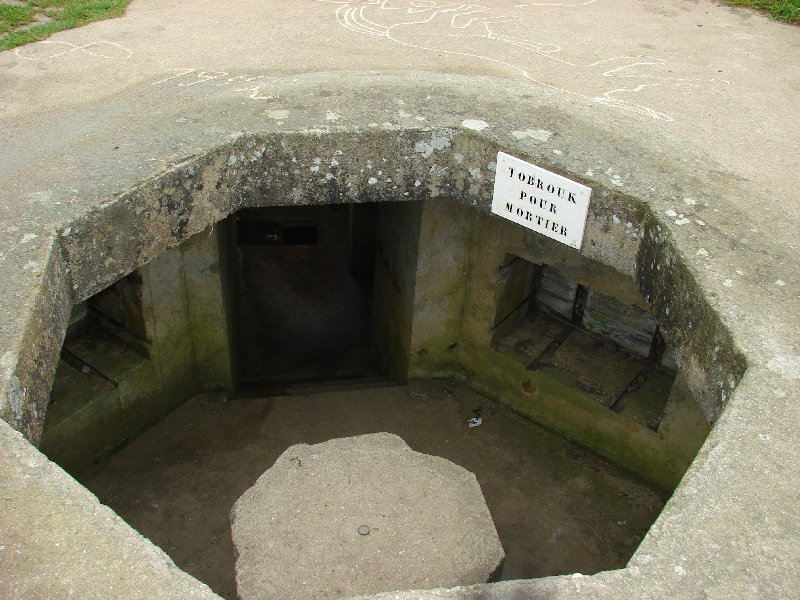
Tobrouk para morteiros na Bateria alemã de artilharia de Longues-sur-Mer.

Tobrouk ou Tobruk , em linguajar militar anglo-americo-francês, é um tipo de posição defensiva fortificada de concreto utilizada para abrigar peças de morteiro, metralhadoras, peças de artilharia de pequeno calibre ou para abrigo de atiradores. De tamanho reduzido, caracterizam-se por seu formato circular, de bordas livres e que permitem o tiro em diversas direções. Diferem-se das casamatas por carecerem de proteção contra tiros verticais (teto). Seu nome originou-se na campanha do deserto norte-africano, durante a Segunda guerra mundial.
Tobrouk é o nome de uma cidade na Líbia, porto do mediterrâneo, palco de importantes batalhas e local onde estas fortificações foram encontradas pela primeira vez.
A topografia plana do deserto tornava muito visíveis fortificações com teto reforçado , ao mesmo tempo, as oscilações do ar provocadas pelo calor do deserto dificultavam a identificação de posições localizadas ao nível do solo.

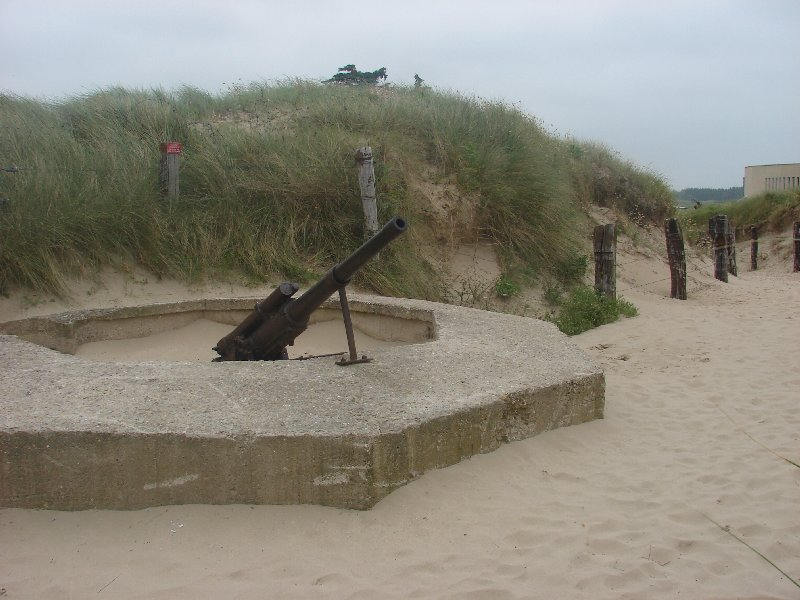
Tobrouk alemão na Praia de Utah com canhão de 50 mm.

Os tobrouks destinavam-se ao provimento de proteção aproximada para posições de artilharia  e áreas de concentração de tropas.
O uso de tais fortificações foi especialmente intenso por parte das forças armadas alemãs durante a Segunda guerra mundial. Vários exemplares ainda podem ser observados por toda a Europa, especialmente nos sítios da Muralha do Atlântico.